# Saviniano Pérez
Saviniano Pérez (Melo, 1907 - 1985) fue un político uruguayo perteneciente al Partido Nacional. Conocido como «Nano Pérez».

## Familia
Hijo de Saviniano Pérez Muñoz y Elodia Fontaine, caudillo político de Cerro Largo. Casado con Rosa Henón, tuvo cinco hijas, Matilde, Myriam, Raquel, Mirna, y Gloria.

## Actuación política
Inicia su actividad política y periodística a temprana edad. Su actuación pública se extendió a lo largo de más de cuarenta años. Aspira al Gobierno de la Intendencia de Cerro Largo en  1938 y 1942 donde fracasa, pero resulta triunfador en los comicios de 1946 y los de 1950. En l954 se enfrenta al herrerismo integrando el Movimiento Popular Nacionalista, lo que le significó perder la titularidad del gobierno, aunque se convirtió en concejal de la mayoría. Reunificado el Herrerismo triunfa en las históricas elecciones de 1958 ocupando el cargo de Presidente del Concejo Departamental. 
Fue un caudillo paternalista, protector, autoritario, desprolijo en el manejo de las normas jurídicas, muy querido por el pueblo de su departamento de Cerro Largo y muy controversial dueño de un anecdotario propio e inventado por el ingenio popular, nunca quiso ocupar cargos fuera del departamento. Ha sido definido, en "una imagen descarnada, pero viva y palpitante, como uno de los personajes más auténticos  que ha tenido el Uruguay, por su carisma personal y la singularidad de su personalidad política. Representaba la expresión verdadera, venida de abajo, de la democracia cerril e imperfecta". Quienes lo recuerdan afirman que llegó a firmar decretos municipales en papel de estraza. En su primera Intendencia, impresionado por la pobreza que sufría la gente de los barrios, halló una peculiar forma de abaratar el costo de vida:  utilizó los camiones de la Intendencia para traer mercadería desde Brasil (de contrabando), que luego vendía al costo en puestos municipales; fue el creador de la Escuela de Arte de Cerro Largo, donde se aprendía cerámica, pintura, música, etc. Erradicó los ranchos de barro donando ladrillo y paja, construyendo casas de material.
En 1962 es desplazado de la Intendencia de Cerro Largo por Juan José Burgos; de todos modos Nano Pérez continúa presidiendo la Junta Departamental.

## Otras actividades
Ejerció el periodismo, editando en su propia imprenta la Revista Actualidades y  su periódico El Censor al cual llevó a un formato muy pequeño y era distribuido como edición de bolsillo, Su pluma fue de una fina ironía y  su verbo era ágil, incisivo, astuto, lleno de gracejo y contundencia.
Dedicado a las artes plásticas, ganó el Premio Nacional e Interdepartamental de Escultura en 1940, con una cabeza del Gauderio tallada en piedra.
Como intelectual fue historiador, cultivó la amistad de escritores, pintores, poetas contándose entre ellos Juana de Ibarbourou, Juan Zorrilla de San Martín, Yamandú Rodríguez, etc. Convirtió su propia casa en museo de armas y utensilios del pasado uruguayo.
Murió  a los setenta y ocho años de edad el 6 de julio de 1985. Su casa es hoy sede de la escuela que lleva su nombre.